# Aliantan
Aliantan is een bestuurslaag in het regentschap Rokan Hulu van de provincie Riau, Indonesië. Aliantan telt 6227 inwoners (volkstelling 2010).